# آيت باها (سيدي الجزولي)
آيت باها هي إحدى مشيخات المملكة المغربية، تتبع جغرافيا لإقليم الصويرة وإداريًا لسيدي الجزولي. يقدر عدد سكانها بـ 2557 نسمة حسب الإحصاء الرسمي للسكان والسكنى لسنة 2004.